# Kempei Usui
Kempei Usui (碓井 健平 Usui Kempei?, nacido el 15 de mayo de 1987 en Chiba) es un futbolista japonés que se desempeña como guardameta.

## Trayectoria

### Clubes
| Club              | País  | Año       |
| ----------------- | ----- | --------- |
| Shimizu S-Pulse   | Japón | 2010-2012 |
| JEF United Chiba  | Japón | 2013-2014 |
| Shimizu S-Pulse   | Japón | 2015-2016 |
| FC Machida Zelvia | Japón | 2017      |

## Estadística de carrera

### J. League
| Club              | Año   | J. League | J. League | Copa J. League | Copa J. League | Total | Total |
| Club              | Año   | Part.     | Goles     | Part.          | Goles          | Part. | Goles |
| ----------------- | ----- | --------- | --------- | -------------- | -------------- | ----- | ----- |
| Shimizu S-Pulse   | 2010  | 0         | 0         | 0              | 0              | 0     | 0     |
| Shimizu S-Pulse   | 2011  | 14        | 0         | 2              | 0              | 16    | 0     |
| Shimizu S-Pulse   | 2012  | 0         | 0         | 0              | 0              | 0     | 0     |
| JEF United Chiba  | 2013  | 0         | 0         | -              | -              | 0     | 0     |
| JEF United Chiba  | 2014  | 0         | 0         | -              | -              | 0     | 0     |
| Shimizu S-Pulse   | 2015  | 0         | 0         | 1              | 0              | 1     | 0     |
| Shimizu S-Pulse   | 2016  | 3         | 0         | -              | -              | 3     | 0     |
| FC Machida Zelvia | 2017  | 0         | 0         | -              | -              | 0     | 0     |
| Total             | Total | 17        | 0         | 3              | 0              | 20    | 0     |